# Betten
Betten foi uma comuna da Suíça, no Cantão Valais, com cerca de 420 habitantes. Estendia-se por uma área de 26,37 km², de densidade populacional de 17 hab/km². Confinava com as seguintes comunas: Fiesch, Fieschertal, Filet, Grengiols, Lax, Martisberg, Naters, Riederalp.

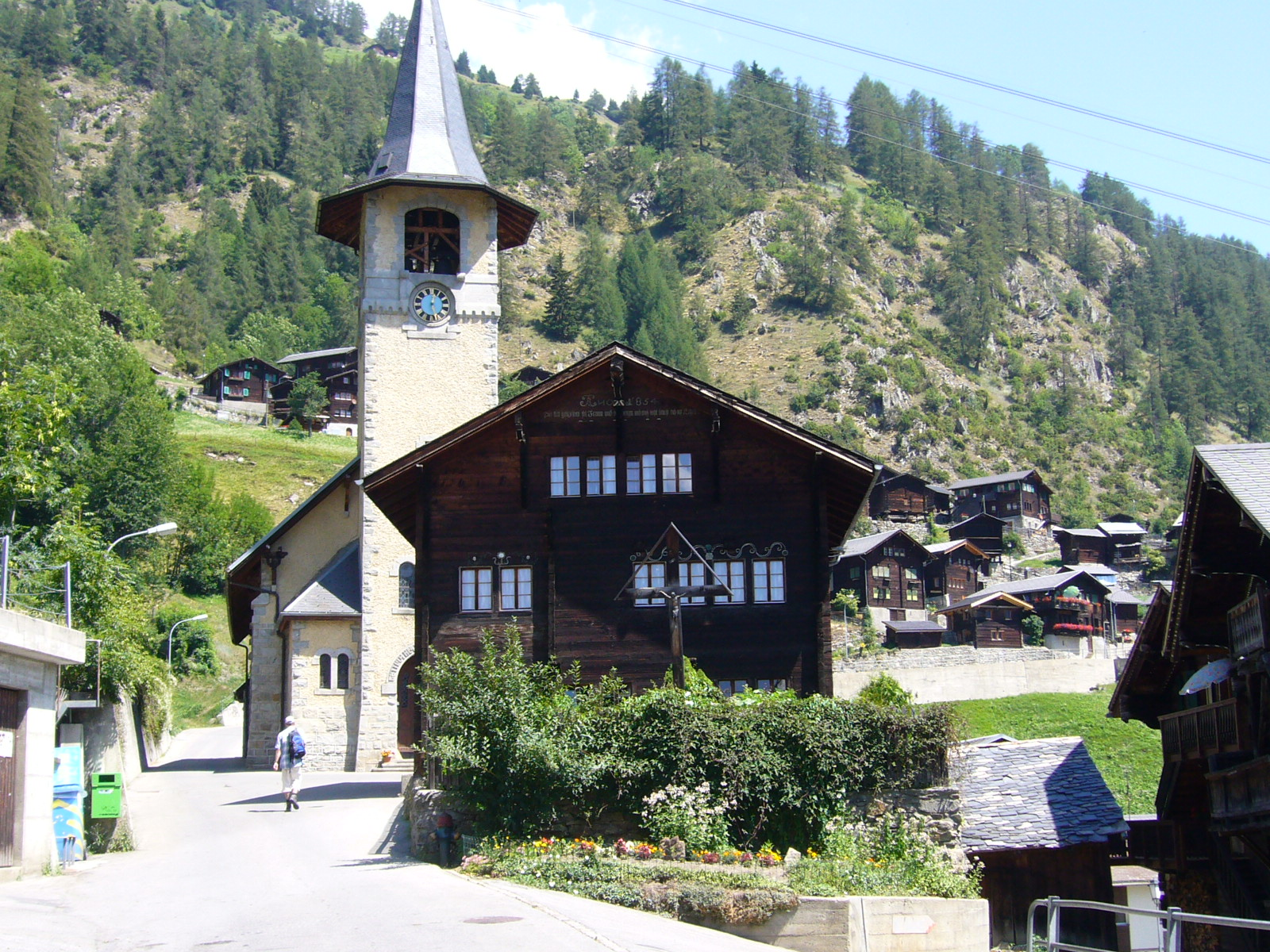
Betten

A língua oficial nesta comuna era o Alemão.

## História
Em 1 de janeiro de 2014, passou a formar parte da nova comuna de Bettmeralp.